# Дифторамин
Дифторамин — неорганическое соединение, 
фторпроизводное аммиака с формулой NHF2,
бесцветный газ,
взрывоопасен в жидком и твёрдом состоянии.

## Получение
- Фторирование растворов мочевины:

{\displaystyle {\mathsf {4F_{2}+(NH_{2})_{2}CO\ {\xrightarrow {}}\ (NF_{2})_{2}CO+4HF}}}
с последующим гидролизом продуктов:
{\displaystyle {\mathsf {(NF_{2})_{2}CO+H_{2}O\ {\xrightarrow {}}\ 2NHF_{2}+CO_{2}}}}

## Физические свойства
Дифторамин образует бесцветный газ, а при ожижении — бесцветная жидкость.
Растворяется в воде и диэтиловом эфире.
В жидком и твёрдом состоянии взрывоопасен.